# Хощувка-Рудзька
Хощувка-Рудзька (пол. Choszczówka Rudzka) — село в Польщі, у гміні Дембе-Вельке Мінського повіту Мазовецького воєводства.
Населення — 128 осіб (2011).
У 1975-1998 роках село належало до Седлецького воєводства.

## Демографія
Демографічна структура станом на 31 березня 2011 року:
|          | Загалом | Допрацездатний вік | Працездатний вік | Постпрацездатний вік |
| -------- | ------- | ------------------ | ---------------- | -------------------- |
| Чоловіки | 57      | 15                 | 37               | 5                    |
| Жінки    | 71      | 16                 | 39               | 16                   |
| Разом    | 128     | 31                 | 76               | 21                   |